# Megachile dubiosa
Megachile dubiosa là một loài Hymenoptera trong họ Megachilidae. Loài này được Friese mô tả khoa học năm 1909.